# Надарбазеви (Хашурский муниципалитет)
Надарбазеви (груз. ნადარბაზევი) — село в Грузии. Находится в Хашурском муниципалитете края Шида-Картли. Высота над уровнем моря составляет 770 метров. Население — 8 человек (2014).